# Die Höhle der Löwen/Staffel 3
Die dritte Staffel der deutschen Show Die Höhle der Löwen war vom 23. August bis zum 1. November 2016 beim deutschen Free-TV-Sender VOX zu sehen. Die Moderation übernahm erneut Ermias Habtu. Bei den „Löwen“ kam es zu ersten Änderungen. Aus den ersten beiden Staffeln blieben Judith Williams, Jochen Schweizer und Frank Thelen der Sendung als Investoren erhalten. Vural Öger zog sich nach der Insolvenz seines Unternehmens V.Ö. Travel aus der Sendung zurück. Lencke Steiner widmete sich mehr ihrem politisches Engagement, weshalb sie ebenfalls die Sendung verließ. Als neue „Löwen“ konnten Carsten Maschmeyer und Ralf Dümmel für das Format gewonnen werden.

## Episoden
| Nr. (ges.) | Nr. (St.) | Teilnehmer                                                                                        | Premiere D    | Zuschauer |
| ---------- | --------- | ------------------------------------------------------------------------------------------------- | ------------- | --------- |
| 21         | 1         | Ankerkraut ✓, Evrgreen ×, Limberry ✓, DPS ×, FindPenguins ✓, Bügel-Clou ✓                         | 23. Aug. 2016 | 2,63 Mio. |
| 22         | 2         | Blufixx ✓, Grillido ×, Foreverly ✓, TwinBottle ×, Kale & Me ×, Abfluss-Fee ✓                      | 30. Aug. 2016 | 2,80 Mio. |
| 23         | 3         | Ponyhütchen ×, Towell+ ✓, Reishunger ×, penta-sense ✓, Schleifenparadies ×, Teppino ×             | 6. Sep. 2016  | 2,67 Mio. |
| 24         | 4         | SensoPro Trainer ×, SugarShape ○, Nachtwaechter ○, Fovea ×, KickBase ×, Malzit ✓                  | 13. Sep. 2016 | 2,65 Mio. |
| 25         | 5         | LaLatz ×, Glasello ✓, Papa Türk ✓, Intueat ×, Brad Brat ×, Gloryfy ○                              | 20. Sep. 2016 | 3,08 Mio. |
| 26         | 6         | Vocier ×, Lizza ✓, WeCharge ×, Mybeautylight ✓, Frooggies ✓, Mach Dich Bunt ×                     | 27. Sep. 2016 | 3,08 Mio. |
| 27         | 7         | DasKaugummi ○, Grüezi bag ○, Caketales ✓, Holzpost ○, VeggiePur ✓, GlowGarage ✓, Brotliebling ×   | 4. Okt. 2016  | 2,94 Mio. |
| 28         | 8         | SUCKIT ×, SunnyBAG ○, Onkel Wolle ×, evopark ×, Oscar & Trudie ×, Pannenfächer ✓                  | 11. Okt. 2016 | 2,68 Mio. |
| 29         | 9         | eBall ○, GØLD´s ×, Joidy ×, NUTRIDAY ×, Kinderleichte Becherküche ✓, zzysh ×                      | 18. Okt. 2016 | 3,32 Mio. |
| 30         | 10        | Wizardo ×, myChipsbox ✓, Filii Barefoot ×, Scuddy ✓, MarvelBoy ×, Earebel ✓                       | 25. Okt. 2016 | 3,06 Mio. |
| 31         | 11        | Casino4Home ○, Gesund & Mutter ×, Bataillon Belette ✓, Botanic Horizon ×, Studybees ×, TryFoods ○ | 1. Nov. 2016  | 2,70 Mio. |

## Gründer und Unternehmen
Die erste Spalte mit der Überschrift # entspricht der Episodennummer der Staffel. Die Unternehmen der jeweiligen Folge sind alphabetisch nach dem Unternehmensnamen sortiert.
| #    | Name                                                        | Gründer                                                                    | Bewertung   | Kapitalbedarf | Anteile | Investment                | Investor                                                                       |
| ---- | ----------------------------------------------------------- | -------------------------------------------------------------------------- | ----------- | ------------- | ------- | ------------------------- | ------------------------------------------------------------------------------ |
| 1.1  | Ankerkraut Gewürzmischungen                                 | Anne und Stefan Lemcke                                                     | 2.700.000 € | 300.000 €     | 10 %    | 300.000 € für 20 %        | Frank Thelen                                                                   |
| 1.2  | Bügel-Clou Bügelhilfe für Hemden- und Blusenärmel           | Christian Peitzner-Lloret                                                  | 880.000 €   | 120.000 €     | 12 %    | 120.000 € für 25,1 %      | Ralf Dümmel                                                                    |
| 1.3  | Dental Power Splint (DPS) Beißschiene für Sportler          | Steffen Tschackert                                                         | 1.500.000 € | 500.000 €     | 25 %    | nein                      | nein                                                                           |
| 1.4  | Evrgreen Onlineshop für Pflanzen                            | Philip Ehlers, Jan Nieling                                                 | 2.000.000 € | 500.000 €     | 20 %    | nein                      | nein                                                                           |
| 1.5  | Find Penguins Online Reiseblog                              | Tobias Riedle                                                              | 1.133.333 € | 200.000 €     | 15 %    | 200.000 € für 50 %        | Jochen Schweizer                                                               |
| 1.6  | Limberry Modelabel für Premiumtrachten                      | Sibilla Kawala                                                             | 1.350.000 € | 150.000 €     | 10 %    | 250.000 € für 20 %        | Carsten Maschmeyer, Judith Williams                                            |
| 2.1  | Abfluss-Fee Abflussstopfen mit Duft- und Reinigungsstoffen  | Karl-Heinz Bilz                                                            | 750.000 €   | 250.000 €     | 25 %    | 250.000 € für 35 %        | Ralf Dümmel                                                                    |
| 2.2  | Blufixx Klebegel, das durch UV-Licht aushärtet              | Dinko Jurcevic                                                             | 1.800.000 € | 200.000 €     | 10 %    | 300.000 € für 10 %        | Carsten Maschmeyer                                                             |
| 2.3  | Foreverly Online-Hochzeitsplaner                            | Jennifer Browarcyzk                                                        | 2.850.000 € | 150.000 €     | 5 %     | 150.000 € für 10 % 2.3    | Jochen Schweizer                                                               |
| 2.4  | Grillido Fettreduzierte Wurstwaren                          | Manuel Stöfflers, Michael Ziegler                                          | 1.900.000 € | 100.000 €     | 5 %     | nein                      | nein                                                                           |
| 2.5  | Kale & Me Nährstoff- und Vitaminreiche Säfte                | Annemarie Heyl, Konstantin Timm, David Vinnitski                           | 2.300.000 € | 200.000 €     | 8 %     | nein                      | nein                                                                           |
| 2.6  | TwinBottle Nichtzerbrechliche Glasflaschen                  | Denis und Mattieu Kanzler                                                  | 620.000 €   | 620.000 €     | 50 %    | nein                      | nein                                                                           |
| 3.1  | penta-sense Zahnputz-Pastillen                              | Randall Pitt                                                               | 1.350.000 € | 150.000 €     | 10 %    | 150.000 € für 30 % 3.1    | Ralf Dümmel, Judith Williams                                                   |
| 3.2  | Ponyhütchen Vegane, handgemachte Naturkosmetik              | Hendrike Grubert                                                           | 450.000 €   | 50.000 €      | 10 %    | nein                      | nein                                                                           |
| 3.3  | Reishunger Onlinehandel für Reissorten                      | Torben Buttjer, Sohrab Mohammad                                            | 8.550.000 € | 450.000 €     | 5 %     | nein                      | nein                                                                           |
| 3.4  | Schleifenparadies Geschenk- und Schmuckschleifen            | Gabriele und Matthias Fritsche                                             | 1.125.000 € | 125.000 €     | 10 %    | nein                      | nein                                                                           |
| 3.5  | Teppino Kinderspielteppiche                                 | Ansgar Messmer, David Völker                                               | 1.133.333 € | 200.000 €     | 15 %    | nein                      | nein                                                                           |
| 3.6  | Towell+ Multifunktionales Sporthandtuch                     | Paul Dudda, Florian Goecke, Lennart Rieper                                 | 1.000.000 € | 250.000 €     | 20 %    | 250.000 € für 20 %        | Ralf Dümmel                                                                    |
| 4.1  | Fovea App zum Vermessen von Holzpoltern                     | Manfred Ide                                                                | 3.985.714 € | 300.000 €     | 7 %     | nein                      | nein                                                                           |
| 4.2  | KickBase Bundesliga-Manager App mit realen Lizenzen         | Anatol Korel, Ante Kristo, Felix van de Sand, Daniel Wagner                | 5.400.000 € | 600.000 €     | 10 %    | nein                      | nein                                                                           |
| 4.3  | Malzit Brotaufstriche auf Gerstenmalzbasis                  | Stefanie Tomljanovic                                                       | 93.333 €    | 40.000 €      | 30 %    | 40.000 € für 30 %         | Ralf Dümmel                                                                    |
| 4.4  | Nachtwaechter Schlafweste gegen Schnarchen                  | Marcus Ruoff                                                               | 800.000 €   | 200.000 €     | 20 %    | 150.000 € für 30 % 4.4    | Ralf Dümmel                                                                    |
| 4.5  | SensoPro Trainer Trainingsgerät für Kraft und Ausdauer      | Florian Kuchen, Kaspar Schmocker Jan Urfer                                 | 3.150.000 € | 350.000 €     | 10 %    | nein                      | nein                                                                           |
| 4.6  | SugarShape Gut sitzende Büstenhalter                        | Laura Gollers, Sabrina Schönborn                                           | 4.500.000 € | 500.000 €     | 10 %    | 500.000 € für 20 % 4.6    | Frank Thelen, Judith Williams                                                  |
| 5.1  | Brad Brat In Scheiben geschnittene Bratwürste               | Marvin Kruse                                                               | 1.350.000 € | 150.000 €     | 10 %    | nein                      | nein                                                                           |
| 5.2  | Glasello Desinfektionsstift für Gläser und Besteck          | José Luis Llorens, Stevan Sokola                                           | 708.333 €   | 125.000 €     | 15 %    | 125.000 € für 30 %        | Ralf Dümmel                                                                    |
| 5.3  | gloryfy Unzerbrechliche Sonnenbrillen                       | Christoph Egger                                                            | 9.500.000 € | 500.000 €     | 5 %     | 750.000 € für 20 % 5.3    | Carsten Maschmeyer, Frank Thelen                                               |
| 5.4  | intueat Online-Abnehm-Programm                              | Mareike Awe, Marc Reinbach                                                 | 1.350.000 € | 150.000 €     | 10 %    | nein                      | nein                                                                           |
| 5.5  | LaLatz Kombination aus Kinderlatz und Tischauflage          | Eva Schrader                                                               | 900.000 €   | 100.000 €     | 10 %    | nein                      | nein                                                                           |
| 5.6  | Papa Türk Softdrink gegen Mundgeruch                        | Jan Plewinski, Roman Will                                                  | 1.200.000 € | 400.000 €     | 25 %    | 400.000 € für 30 %        | Ralf Dümmel                                                                    |
| 6.1  | Froogies Fruchtpulver                                       | Patrick Elkuch, Philippe Nissl Sarah Nissl-Elkuch                          | 360.000 €   | 40.000 €      | 10 %    | 40.000 € für 10 %         | Jochen Schweizer                                                               |
| 6.2  | Lizza Low-Carb Pizzateig                                    | Matthias Kramer, Marc Schlegel                                             | 1.350.000 € | 150.000 €     | 10 %    | 40.000 € für 10 %         | Carsten Maschmeyer, Frank Thelen                                               |
| 6.3  | Mach dich bunt Holi-Fabpulver und Bio-Konfetti              | Alexander Gomer                                                            | 900.000 €   | 100.000 €     | 10 %    | nein                      | nein                                                                           |
| 6.4  | Mybeautylight Schminkleuchte                                | Susanne Armonies                                                           | 453.333 €   | 80.000 €      | 15 %    | 75.000 € für 20 %         | Ralf Dümmel                                                                    |
| 6.5  | Vocier Packsystem für Hemden und Anzüge                     | Michael Kogelnik, Vinzent Wuttke                                           | 4.750.000 € | 250.000 €     | 5 %     | nein                      | nein                                                                           |
| 6.6  | WeCharge E-Ladesäulen-Netz                                  | Andreas Felsl                                                              | 7.000.000 € | 3.000.000 €   | 30 %    | nein                      | nein                                                                           |
| 7.1  | Brotliebling Brotbackmischungen                             | Johannes und Martin Arning                                                 | 1.900.000 € | 100.000 €     | 5 %     | nein                      | nein                                                                           |
| 7.2  | Caketales Motiv-Tortenständer                               | Nadine Brahms, Gregor Kessler                                              | 400.000 €   | 100.000 €     | 20 %    | 100.000 € für 30 %        | Ralf Dümmel                                                                    |
| 7.3  | DasKaugummi Kaugummi mit diversen Geschmacksrichtungen      | Marcel Graf, Ingo Hofmann, Andrej Mangold                                  | 2.250.000 € | 250.000 €     | 10 %    | 250.000 € für 20 % 7.3    | Ralf Dümmel                                                                    |
| 7.4  | GlowGarage Fahrradfelgen-Beleuchtung                        | Andreas, Markus und Stefan Wanning                                         | 400.000 €   | 100.000 €     | 20 %    | 100.000 € für 30 %        | Ralf Dümmel                                                                    |
| 7.5  | Grüezi Bag Zertifizierte, nachhaltige Schlafsäcke           | Markus Wiesböck                                                            | 450.000 €   | 50.000 €      | 10 %    | 100.000 € für 25,1 % 7.5  | Ralf Dümmel                                                                    |
| 7.6  | Holzpost Grußkarten aus Holz                                | Felix Bank                                                                 | 566.667 €   | 100.000 €     | 15 %    | 10.000 € für 25,1 % 7.6   | Ralf Dümmel                                                                    |
| 7.7  | Veggie Pur Dehydriertes Gemüse                              | Melanie und Holger Brosig                                                  | 900.000 €   | 100.000 €     | 10 %    | 125.000 € für 25,1 %      | Ralf Dümmel                                                                    |
| 8.1  | evopark universelle Parkkarte                               | Marik Hermann, Sven Lackinger Maximilian Messing, Tobias Weiper            | 8.500.000 € | 1.500.000 €   | 15 %    | nein                      | nein                                                                           |
| 8.2  | Onkel Wolle Unterstützung für Laien beim Gebrauchtwagenkauf | Katja und Markus Lambricht, Gianna Guardabass                              | 253.030 €   | 50.000 €      | 16,5 %  | nein                      | nein                                                                           |
| 8.3  | Oscar & Trudie Regionales Bio-Hundefutter                   | Stefanie Hofbauer, Thomas Steinbach                                        | 400.000 €   | 100.000 €     | 20 %    | nein                      | nein                                                                           |
| 8.4  | Pannenfächer Fächer mit Pannen- und Warnhinweisen           | Richard Kaulartz                                                           | 425.000 €   | 75.000 €      | 15 %    | 75.000 € für 25,1 %       | Ralf Dümmel                                                                    |
| 8.5  | SUCKIT Alkoholhaltiges Wassereis                            | Marco Knauf, Philipp Maximilian Scharpenack Inga Koster, Elvir Omerbegovic | 3.150.000 € | 350.000 €     | 10 %    | nein                      | nein                                                                           |
| 8.6  | SunnyBAG Rucksack mit Solarpanel                            | Stefan Ponsold, Philip Slapar                                              | 1.800.000 € | 200.000 €     | 10 %    | 200.000 € für 20 % 8.6    | Ralf Dümmel                                                                    |
| 9.1  | eBall Elektro-Rollboard                                     | Ulli Sambeth                                                               | 3.500.000 € | 500.000 €     | 12,5 %  | 500.000 € für 50 % 9.1    | Ralf Dümmel, Carsten Maschmeyer Jochen Schweizer, Frank Thelen Judith Williams |
| 9.2  | GØLD´s Bartpflegeprodukte                                   | Martin Ganskow, Johannes Keppler, Martin Kroll                             | 675.000 €   | 75.000 €      | 10 %    | nein                      | nein                                                                           |
| 9.3  | Joidy Virtueller Geschenkassistent                          | Timo Müller, Philippe Singer                                               | 1.800.000 € | 200.000 €     | 10 %    | nein                      | nein                                                                           |
| 9.4  | Kinderleichte Becherküche Kinderkochbuch                    | Birgit Wenz                                                                | 400.000 €   | 100.000 €     | 20 %    | 100.000 € für 33 %        | Ralf Dümmel                                                                    |
| 9.5  | NUTRIDAY Gesundes Hundefutter                               | Thomas Löbke, Christoph Pietzsch                                           | 360.000 €   | 90.000 €      | 20 %    | nein                      | nein                                                                           |
| 9.6  | zzysh Weinverschluss                                        | Manfred Jüni                                                               | 9.000.000 € | 1.000.000 €   | 10 %    | nein                      | nein                                                                           |
| 10.1 | Earebel Mützen mit integrierten Kopfhörern                  | Didi Hirsch, Manuel Reisacher                                              | 1.125.000 € | 125.000 €     | 10 %    | 125.000 € für 30 %        | Ralf Dümmel                                                                    |
| 10.2 | Filii Barefoot Barfußschuhe für Kinder                      | Brigitte und Thorsten Weiß                                                 | 1.125.000 € | 125.000 €     | 10 %    | nein                      | nein                                                                           |
| 10.3 | MarvelBoy Eis Roboter für Events                            | Matthias Gehring                                                           | 583.333 €   | 250.000 €     | 30 %    | nein                      | nein                                                                           |
| 10.4 | myChipsbox vegane, glutenfreie Kartoffelchips               | Ebru und Erol Kaynak                                                       | 1.400.000 € | 200.000 €     | 12,5 %  | 200.000 € für 12,5 %      | Ralf Dümmel                                                                    |
| 10.5 | Scuddy Elektro-Roller                                       | Tim Ascheberg, Jörn Jacobi                                                 | 9 €         | 1 €           | 10 %    | 100.000 € für 25,1 % 10.5 | Ralf Dümmel, Jochen Schweizer                                                  |
| 10.6 | Wizardo Online-Maskenshop                                   | Steffen Oppermann                                                          | 340.000 €   | 85.000 €      | 20 %    | nein                      | nein                                                                           |
| 11.1 | Bataillon Belette Strumpfhosen                              | Pia Buck, Daniel Moser                                                     | 315.000 €   | 60.000 €      | 16 %    | 60.000 € für 30 %         | Ralf Dümmel                                                                    |
| 11.2 | Botanic Horizon Pflanzsystem in Textilschläuchen            | Niklas Weisel                                                              | 2.700.000 € | 300.000 €     | 10 %    | nein                      | nein                                                                           |
| 11.3 | Casino4Home Mobiles Kasino für Veranstaltungen              | Jorin und Nikias Karner, Andy Sanders                                      | 283.333 €   | 50.000 €      | 15 %    | 50.000 € für 25,1 % 11.3  | Jochen Schweizer                                                               |
| 11.4 | Gesund & Mutter Vegane Fertiggerichte für Schwangere        | Susi Leyk                                                                  | 566.667 €   | 100.000 €     | 15 %    | nein                      | nein                                                                           |
| 11.5 | Studybees Nachhilfeplattform                                | Julia Hetzel, Fabian Klein, Johannes Saal, Aleksandra Slabskaia            | 1.800.000 € | 200.000 €     | 10 %    | nein                      | nein                                                                           |
| 11.6 | TryFoods Probierboxen für Lebensmittel                      | Jörn Gutowski                                                              | 400.000 €   | 100.000 €     | 20 %    | 100.000 € für 20 % 11.6   | Frank Thelen                                                                   |
| #    | Name                                                        | Gründer                                                                    | Bewertung   | Kapitalbedarf | Anteile | Investment                | Investor                                                                       |